# Ready for the Weekend
Ready for the Weekend (englisch für „Bereit für das Wochenende“) ist das zweite Studioalbum des schottischen Sängers und Produzenten Calvin Harris. Es wurde im Sommer und Herbst 2009 weltweit veröffentlicht und war ein großer Erfolg in Großbritannien, wo es die Spitze der Albumcharts erreichte und für den Verkauf von 100.000 Exemplaren mit Gold ausgezeichnet wurde.

## Hintergrundinformationen
Bereits seit Veröffentlichung seines Debütalbums I Created Disco arbeitete Harris an dessen Nachfolger, für den er das erste Lied noch 2008 aufnahm. Das neue Album wurde unter ähnlichen Bedingungen aufgenommen. Harris speicherte alle Aufnahmen auf einem Laptop bei sich zu Hause. Das technische Equipment war dies mal jedoch moderner. Der Laptop mit den gespeicherten Aufnahmen ging jedoch angeblich im Chaos der Neueröffnung des Terminals am Londoner Heathrow Airport verloren, so dass Harris mit der Arbeit neu beginnen musste, was bedeutete, alle Lieder neu einzuspielen beziehungsweise einzusingen. Später allerdings gab er zu, sein Gepäck kurz nach dem Verlust wieder erhalten zu haben. Auch der Computer sei nie in dem Gepäck gewesen. Zu seiner Verteidigung erklärte er: „Mein Label wollte das Album haben, ich hatte zu dem Zeitpunkt aber nur zwei Songs fertig. Dafür ist es jetzt aber richtig gut geworden... Ich wusste, ich musste die Leute irgendwie auf mich aufmerksam machen. Zeigen, dass ich noch lebe, dass mich mein Label nicht gedroppt hat und ich an der Arbeit für die zweite Platte bin. Ich überlegte mir also diese Geschichte, meine Pressedame bei Columbia fand sie sofort super. Wir stellten sie also in meinen Myspace-Blog, und eine Menge Zeitungen schrieben sie ab.“
Das Album zeigt einige Änderungen in Harris' Sound. Wo im Vorgängeralbum fast ausschließlich Synthesizer und Harris' Gesang als Instrumente dienten, finden sich jetzt eine Akustikgitarre wie in Relax oder Worst Day, aber auch ein Saxophon, das in The Rain zum Einsatz kommt, in der musikalischen Untermalung der einzelnen Stücke. Harris erzählte: „Die Songs sind diesmal vielfältiger. Auf der letzten Platte wusste man nach zwei bis drei Tracks, was einen erwartet. Hier ist die Bandbreite viel größer und interessanter. Mein erstes Album war fast so etwas wie ein Konzeptalbum mit genau einem klar abgesteckten Ziel. Diesmal habe ich so viele unterschiedliche Instrumente wie möglich benutzt.“ Wie schon beim Vorgänger finden sich einige Instrumentalstücke auf dem Album, unter anderem Burns Night und Siliconeator.
In einem Interview mit dem Spiegel erklärte er die Idee hinter seiner Nummer-Eins-Single I'm Not Alone. Auf die Frage, ob die Textzeile If I see a light flashing, could this mean that I'm coming home? von den Stroboskoplichtern eine Clubs handle, antwortete er: „Eigentlich hatte ich eine Fahrt alleine in einem Boot im Sinn.“

## Rezeption
| Professionelle Bewertungen | Professionelle Bewertungen |
| -------------------------- | -------------------------- |
| Kritiken                   |                            |
| Quelle                     | Bewertung                  |
| Laut                       | [ 7 ]                      |
| CDStarts                   | [ 8 ]                      |
| Allmusic                   | [ 9 ]                      |
| NME                        | [ 10 ]                     |
| Metro                      | [ 11 ]                     |
| Digital Spy                | [ 12 ]                     |
| Metascore                  |                            |
| 65 %                       |                            |

Kritiker nahmen das Album recht positiv auf. Karim Chughtai, Redakteur bei Laut, beschrieb das Album als eine überzeugende „Mischung aus charakteristischen Synthiestakkati und poppigen Electrobässen [...] Calvin Harris versteht sein Handwerk natürlich. Zieht zielsicher einen Spagat zwischen verkaufskalkuliertem Popbusiness und Dancetracks, die ebenfalls in Clubs abseits des Mainstreams funktionieren [...] Aufgrund einiger Ausrutscher in Gefilde der poppigen Eintönigkeit verliert das Album an Charme, obwohl eigentlich alles ordentlich anfängt [...] Zwei Nr. 1-Kassenschlager zeugen jedoch erst von der wahren Qualität Harris'. Das großartige I'm Not Alone entpuppt sich wider den feierwütigen Hedonismus und die glamourösen Exzesse der Calvinschen Gesetze als nachdenkliche, verletzliche Beichte des Künstlers, als wunderbar gesungen und durchtränkt von ravigen Synthesizern mit langem Pop-Schweif [...] Das Calvinsche Konzept - Dancetauglichkeit und Konsolenkunst - geht definitiv auf, präsentiert sich instrumental vielseitig in und klingt trotz starkem Popappeal eigentlich ziemlich gut.“
Matthias Reichel von CDStarts kritisierte das Album für die fehlende Innovation: „Wer jetzt eine bunte Elektro-Pop-Mischung erwartet, muss leider enttäuscht werden. Der Sound von Calvin Harris ist und bleibt weiterhin sehr stringent im Dance-Bereich verwurzelt und bis auf wenige Chill-Out-Momente zieht der Schotte sein Ding bis zum Ende durch. Dabei schleichen sich dezente Anleihen an 70er Jahre Discoklänge ein, die mit dem allgemein recht modernen Sound gut verwoben werden. Das sollte für die Zielgruppe als Kaufanreiz ausreichend sein. Der Popfan wird dagegen nicht ganz so glücklich mit dem Album sein.“

## Titelliste
Alle Lieder wurden von Calvin Harris geschrieben und produziert. Zusätzliche Songschreiber sind unten aufgeführt.
1. The Rain – 4:36
2. Ready for the Weekend – 3:37
3. Stars Come Out – 4:28
4. You Used to Hold Me – 3:51
5. Blue – 3:41
6. I’m Not Alone – 3:31
7. Flashback – 3:49
8. Worst Day (feat. Izza Kizza) (Izza Kizza) – 3:46
9. Relax – 3:49
10. Limits – 3:42
11. Burns Night (Mark Irving) – 2:20
12. Yeah Yeah Yeah, La La La – 3:17
13. Dance wiv Me (feat. Dizzee Rascal & Chrome) (Dylan Mills, Nick Detnon, Tyrone Paul) – 4:24
14. 5iliconeator – 3:29

### Bonus-Track
1. Greatest Fear – 6:20

## Besetzung
| - Gesang, Instrumente, Arrangements: Calvin Harris - Gesang (Dance Wiv Me): Chrome - Saxophon (The Rain): Snake Davis - Gitarre (Burns Night): Mark Irving - Gesang (Worst Day): Izza Kizza - Hintergrundgesang (Stars Come Out, Flashback, Limits): Ayah Marar - Hintergrundgesang (Ready For The Weekend): Mary Pearce - Rap/Gesang (Dance Wiv Me): Dizzee Rascal | - Arrangements, Produktion, Engineering, Mixing, Designkonzept: Calvin Harris - Mastering: Brian Gardner - Fotografien: Spiros Politis - Fotografien: Matthew Shave - Artwork: Steve Stacey |

## Kommerzieller Erfolg

### Chartplatzierungen

#### Album
| ChartsChartplatzierungen     | Höchstplatzierung | Wochen |
| ---------------------------- | ----------------- | ------ |
| Vereinigtes Königreich (OCC) | 1 (27 Wo.)        | 27     |

| ChartsJahrescharts (2009)    | Platzierung |
| ---------------------------- | ----------- |
| Vereinigtes Königreich (OCC) | 100         |

#### Singles
| Jahr | Titel                 | Höchstplatzierung, Gesamtwochen, AuszeichnungChartsChartplatzierungen (Jahr, Titel, , Platzierungen, Wochen, Auszeichnungen, Anmerkungen) | Anmerkungen                            |
| Jahr | Titel                 | UK | Anmerkungen                            |
| ---- | --------------------- | --- | -------------------------------------- |
| 2009 | I’m Not Alone         | UK1 Platin · (28 Wo.)UK | Erstveröffentlichung: 6. April 2009    |
| 2009 | Ready for the Weekend | UK3 Silber · (11 Wo.)UK | Erstveröffentlichung: 9. August 2009   |
| 2009 | Flashback             | UK18 (9 Wo.)UK | Erstveröffentlichung: 2. November 2009 |
| 2010 | You Used to Hold Me   | UK27 (8 Wo.)UK | Erstveröffentlichung: 8. Februar 2010  |

### Auszeichnungen für Musikverkäufe
| Land/Region                  | Auszeichnungen für Musikverkäufe (Land/Region, Auszeichnung, Verkäufe) | Verkäufe |
| ---------------------------- | ---------------------------------------------------------------------- | -------- |
| Australien (ARIA)            | Gold                                                                   | 35.000   |
| Neuseeland (RMNZ)            | Gold                                                                   | 7.500    |
| Vereinigtes Königreich (BPI) | Platin                                                                 | 300.000  |
| Insgesamt                    | 2× Gold · 1× Platin ·                                                  | 342.500  |

Hauptartikel: Calvin Harris/Auszeichnungen für Musikverkäufe